# Libéraux démocrates (Belgique)
Pour les articles homonymes, voir Libéraux-démocrates.
Les Libéraux démocrates (LiDem en abrégé), anciennement Listes Destexhe, est un parti politique belge francophone libéral-conservateur. Le parti est créé le 27 février 2019 par Alain Destexhe, ex-sénateur du Mouvement réformateur (MR) sous l'appellation provisoire « Listes Destexhe ».
Rapidement, plusieurs élus MR, tels que Patricia Potigny, Sophie François, Aymeric De Lamotte ou encore Victoria de Vigneral rejoignent le mouvement. Ils sont suivis par Claude Moniquet, expert en sécurité et contre-terrorisme bien connu du grand public pour être apparu régulièrement dans les médias à la suite des attentats islamistes de 2015 et 2016. André-Pierre Puget, député wallon, ainsi que de nombreux membres de la société civile rallient l'initiative.
Alain Destexhe justifie la création de son nouveau parti politique par le fait que le MR serait devenu un parti de centre voire de centre-gauche. Les Libéraux démocrates ont pour vocation d'occuper l'espace politique au centre-droit et à droite, estimant que celui-ci est laissé vide en Belgique francophone dû à un virage à gauche du Mouvement réformateur. Le point de rupture entre Alain Destexhe et le Mouvement réformateur fut la signature par le premier ministre belge Charles Michel (MR) du pacte mondial sur les migrations qui entraîna la chute du gouvernement fédéral belge le 8 décembre 2018 à la suite du retrait de la N-VA de la coalition gouvernementale.

## Élections régionales et fédérales de mai 2019
Alain Destexhe définit son nouveau parti comme étant une N-VA francophone, le confédéralisme en moins. Le parti est un parti libéral-conservateur, s'identifiant comme étant « de centre-droit et de droite ». Les Libéraux démocrates ne critiquent pas le Mouvement réformateur sur son bilan socio-économique mais sur son orientation sociétale, et tout particulièrement à propos de la politique migratoire jugée trop laxiste. Lors du scrutin du 26 mai 2019, le parti présente 10 priorités pour Bruxelles et 10 autres pour la Wallonie. 8 des 10 points sont identiques pour les 2 régions: freiner l'immigration et réussir l'intégration, simplifier la gestion publique, réduire les impôts et diminuer de 1 % par an les dépenses publiques administratives, exécuter au moins la moitié des peines de prison, revoir le système des allocations de chômage, augmenter le niveau de performance des élèves, retarder la sortie du nucléaire, refédéraliser certaines compétences.
En ce qui concerne Bruxelles, les Libéraux démocrates souhaitent construire 4 nouvelles lignes de métro et lutter contre le bruit des avions et du trafic.
En ce qui concerne la Wallonie, les Libéraux démocrates souhaitent: promouvoir l'agriculture familiale et les circuits courts, assurer une même qualité de services sur tout le territoire, mettre la priorité sur la réfection des routes wallonnes.
Le parti se présente pour la première fois sous le nom « Listes Destexhe » au triple scrutin du 26 mai 2019 (régional, fédéral, européen). Le parti n'ayant eu que peu de temps pour constituer ses listes, il décide de ne pas présenter de listes à l'élection européenne du 26 mai 2019 et de se concentrer uniquement sur les élections régionales et fédérales.
Lors de ces élections, le parti obtient 2,6 % des voix à Bruxelles et 1,5 % en Wallonie, résultat en dessous du seuil électoral. Par conséquent, les Libéraux démocrates n'obtiennent aucun élu.

## Situation post-électorale
À la suite des élections législatives de 2019, Alain Destexhe quitte la présidence du parti comme il s'y était engagé. Claude Moniquet devient le nouveau président provisoire du parti.
Le 20 juin 2019, une réunion est organisée dans le but de désigner le nouveau nom du parti. Une large majorité opte alors pour « Libéraux démocrates ».
Le 5 octobre 2019, l'assemblée des membres élit Claude Moniquet comme président du parti. Dans les semaines qui suivent, des élections sont organisées au sein de chaque province wallonne et de la Région de Bruxelles-Capitale afin d'élire les Vice-Présidents du parti (chaque dirigeant d'une province porte le titre de Vice-Président).
Le 4 mai 2020, Claude Moniquet annonce renoncer à sa charge de président des Lidem et quitte également le parti. Il annonce également qu'il cesse toute activité politique, estimant entre autres que le contexte politique belge empêche un parti à la droite du MR d'exister.
En novembre 2021, Tony Kacikowski est nommé président par intérim par le bureau politique des LiDem jusqu'au 5 octobre 2022 minimum, afin de continuer à structurer le parti.

## Résultats électoraux

### Chambre des représentants
| Année | Voix   | %    | Sièges  | Gouvernement                   |
| ----- | ------ | ---- | ------- | ------------------------------ |
| 2019  | 42 712 | 0,63 | 0 / 150 | Opposition extra-parlementaire |

### Parlement wallon
| Année | Voix   | %    | Sièges | Gouvernement                   |
| ----- | ------ | ---- | ------ | ------------------------------ |
| 2019  | 30 878 | 1,52 | 0 / 75 | Opposition extra-parlementaire |

### Parlement bruxellois (collège électoral francophone)
| Année | Voix   | %    | Sièges | Gouvernement                   |
| ----- | ------ | ---- | ------ | ------------------------------ |
| 2019  | 10 052 | 2,59 | 0 / 89 | Opposition extra-parlementaire |